# さほっち
さほっちは、北海道士別市のマスコットキャラクター（ゆるキャラ）。士別市で初めてのマスコットキャラクターであり、士別の特産品であるサフォーク種のヒツジをモチーフとしている。士別市内のイベントに多数登場しており、士別市のまちづくりに積極的に活用されている。本記事ではさほっちの家族「さほっちファミリー」（メイちゃん、みーちゃん）についても述べる。

## プロフィール
全員が士別市の「メェ〜よ職員」とされている。
- さほっち
  - 本名：羊田 黒助（ひつじだ くろすけ）[4]
  - 生年月日：平成X年7月1日（士別市の開拓記念日）[4]
  - 性格：元気で明るく、友達思い。誰とでも仲良くなれる[4]
- メイちゃん（さほっちの妻）
  - 本名：羊田 メイ（ひつじだ メイ）[5]
  - 生年月日：平成X年5月5日[5]
  - 性格：少し恥ずかしがり屋、非常に優しく、明るくて元気[5]
- みーちゃん（さほっちとメイちゃんの娘）
  - 本名：羊田 未生（ひつじだ みう）[6]
  - 生年月日：2015年1月1日[7]（未年[6]）

## 沿革
北海道内最大のヒツジ生産地であるサフォークランド士別のPRのために、2010年に考案された。黒い顔、弾力があって膨らみのある白い体が全面に出されていることが特徴である。
2010年8月、地場産業を紹介する士別市産業フェアにおいて、着ぐるみの命名式が実施された。233件の応募の中から、本名は士別市内在住の主婦、ニックネームは札幌市内の男性の応募によるものに決定した。子供たちからは「くりっとした大きな目がかわいい」との好評の声が得られた。
2011年8月の天塩川まつりでは第2弾として、さほっちのガールフレンドのキャラクターが披露された。名前と愛称は公募の結果、同8月に士別市内で開催された第12回市産業フェアにおいて、士別小学校の小学6年の男生徒らが考案したものに決定した。
2014年8月には、「羊のまち」をPRする団体「サフォークランド士別プロジェクト」の主催により、士別市内のつくも水郷公園で、「さほっち」と「メイちゃん」の結婚式が行われた。翌2015年の干支が未（ヒツジ）であることから、士別市への注目度の向上のための企画の一環であり、「仲間が高級食材（羊肉）として売られる姿を見る内に、メイちゃんだけは守りたいと思った」との設定である。会見ではメイちゃんが体調不良を訴えたことから、赤ちゃん誕生を連想させた。
2014年12月に「さほっち」と「メイちゃん」のイラストが初めて作成された。これまでは着ぐるみしかなく、印刷物などでのPRが困難であったため、サフォークランド士別プロジェクトが絵柄を公募した結果、北海道内外112点の中から、愛知県の女性の作品が採用された。
さほっち誕生から初の未年である2015年元旦には、前年の大晦日深夜から開催された新年のカウントダウンのイベントにおいて、「さほっち」と「メイちゃん」の間に生まれた「みーちゃん」が初披露された。本名と愛称は、応募総数179件の中から、士別市在住の男性の案が採用された。
同2015年11月には、「さほっちファミリー」家族の初のテーマソング「晴れ時々ひつじ雲」が完成した。札幌在住の歌手たちの作曲によるもので同月より士別市内外でCDが販売された。このテーマソングは、2016年に作成された士別市のCMビデオでも使用されている。
2022年8月には、士別市役所新庁舎の開庁を記念して、「さほっちファミリー」をあしらった郵便ポストが士別市役所前に設置された。地元郵便局が地域活性化を願って提案したことで、設置に至った。北海道内の「ご当地ポスト」は、旭川市の旭山動物園のペンギンのポスト、安平町の雪だるまのポストなどがあるが、士別市の属する上川北部では初である。
その後も、上記のイラストを用いたLINEスタンプ、クリスマス仕様のラッピングバス、スノーアート、菓子の包装、スキー教室への着ぐるみでの参加などで、士別市のPRが続けられている。